# 플린트 수질 위기

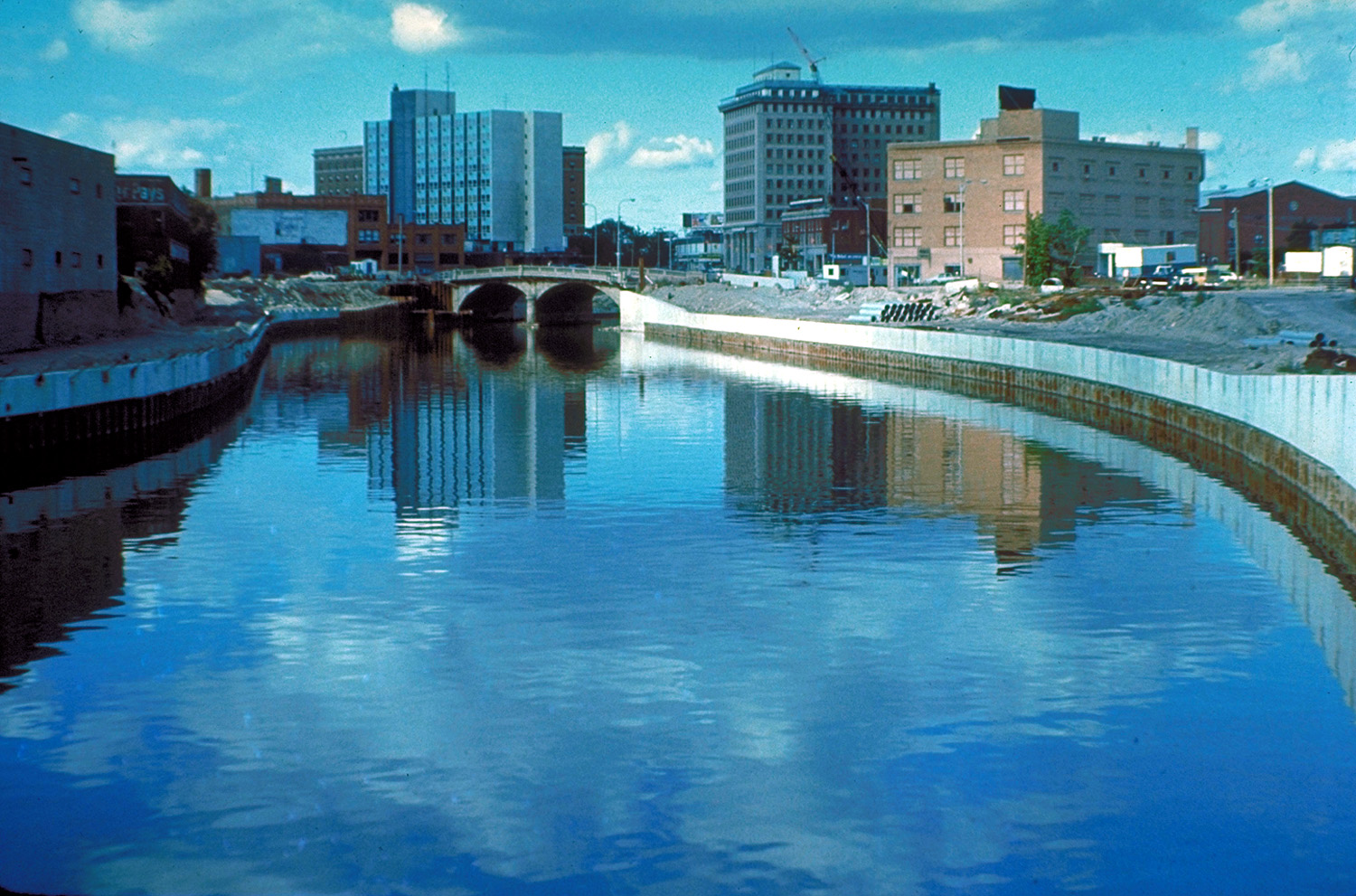
1979년의 플린트 강.

플린트 수질 위기(Flint water crisis)는 2014년 4월 시작된 미국 미시간주 플린트 시의 수질오염 사태이다.
플린트 시는 수원지를 휴런호에서 플린트 강으로 바꾼 뒤 납중독을 비롯한 심각한 공공위생 문제를 앓고 있다. 플린트 강의 강물은 부식성을 띄고 있어 낡은 수도관을 지나가며 납이 침출되게 만들었고, 그 결과 극도로 높은 수준의 납이 검출되었다. 그 결과 주민 6,000 ~ 12,000 명이 심하게 높은 혈중 납 농도를 나타냈고 다종다양한 건강상의 문제를 겪게 되었다. 87명을 병들게 하여 그 중 10명을 죽인 레지오넬라증의 원인이 이 수질 오염이라는 가설도 있다.
2015년 11월 13일, 주민 4가구가 디트로이트의 미국 미시간 동부지방법원에 주지사 릭 스나이더를 비롯한 공무원 13명을 상대로 한 집단소송장을 제출했고, 2개월 뒤 세 명이 또 유사한 내용의 소장을 제출했다. 그 뒤로도 세 건의 소장이 더 제출되었다. 미시간 동부지검과 미시간주 법무상이 각각 독립적으로 조사를 개시했다. 2016년 1월 5일, 미시간 주지사는 플린트 시가 긴급상태에 있다고 선언했으며, 대통령 버락 오바마는 이 사태가 연방수준의 국가위기라고 선언하고 연방긴급사태관리청과 국토안보부의 원조를 승인했다.
사태 책임을 지고 관료 네 명(플린트 시청에서 한 명, 미시간주 환경부에서 두 명, 연방환경보호청에서 한 명)이 사임했다. 미시간 주지사 스나이더는 대시민 사과성명을 발표하고 플린트 시민들에 대한 의료지원과 인프라 재구축에 투자할 것을 약속했다.

## 플린트 시 수자원의 역사

### 2014년 이전
플린트 시가 최초의 상수처리장(지금은 없음)을 지은 것은 1917년이었다. 시는 1952년에 두 번째 처리장을 지었다. 당시 다른 지자체들과 마찬가지로, 수원지에서 가정까지 이어지는 수도관은 납으로 만들어졌다. 납이 가공도 쉽고 상대적으로 저렴했기 때문이다. 납은 물과 닿았을 때 침출될 수 있다.
1962년, 플린트 시는 휴런호에서 물을 끌어다 쓰는 수도관을 새로 깔려고 했으나, 부동산 추문이 터져 시위원회는 1964년 수도관 프로젝트를 폐기하고 근처의 디트로이트 시에서 물을 사먹기로 한다.
1967년, 디트로이트와 연결되는 수도관이 다 깔리자 시측은 자체 정수를 멈추기로 한다.
플린트 시 인구가 최고치를 찍고 경제도 호황이었을 시절(플린트는 자동차 산업의 중심지였다), 플린트 시의 하루에 1억 갤런(380,000 입방미터)의 물을 취수했다. 도시가 망해가면서 인구수도 뚝 떨어졌고(1960년에 200,000 명, 현재 99,000 명), 플린트 시는 취수량을 줄인다. 플린트 취수장은 2014년 10월 작동을 멈출 때까지 하루에 1,600만 갤런(61,000 입방미터)을 취수했다.
2011년 7월, 플린트 지역 업체 로위 프로페셔널 서비스(Rowe Professional Services)가 플린트 시청을 대신하여 〈플린트 시의 항구적 수원지를 위한 플린트 강 수질 분석〉이라는 보고서를 작성한다. 보고서에 따르면, 플린트 강의 물을 쓰는 것은 장기적인 관점에서 어려운 문제이며 휴런 호의 물을 처리해 쓰는 것보다 비용이 더 들어갈 것이라고 되어 있다.
2013년 3월, 플린트 시의회는 투표로 물 공급처를 디트로이트 상하수도국(DWSD)에서 휴런 호의 카레그넌디 수자원공사(KWA)로 바꾸기로 한다. 플린트 비상관리자는 해당 변경을 승인했다. DWSD는 강하게 반발했고, 플린트 시측에 ‘물 전쟁’을 운운하면서 상위단체인 미시간 주에게 플린트가 KWA에 들지 못하게 해달라고 요구했다. 2011년에서 2015년 사이 플린트 시는 법정관리 상태에 있었고, 리처드 스나이더 주지사가 임명한 네 명의 비상관리자들이 시 재정을 관리했다.
미시간주 재무장관 앤디 딜런은 플린트 시가 KWA에 드는 것을 허락하되 DWSD에게도 플린트 시가 계속 디트로이트 물을 사먹도록 설득할 기회를 주었다. 플린트 시는 DWSD의 마지막 요청을 거부했다. 플린트 시가 요청을 거부하자마자 DWSD는 플린트 시측에 그동안 계속된 물 공급 계약이 12개월 안에 종료될 것을 통보했다. 즉 플린트와 디트로이트 사이의 물 공급 계약이 2014년 4월 전에 종료될 것이라는 의미인데, 문제는 KWA 수도관은 2016년 말에야 완공될 예정이었다. 그래서 2014년 4월, 플린트 시는 플린트 강을 임시 수원지로 삼기로 결정한다.

### 2014년 수원지 변경
플린트 시내에 위치한 로위 프로페셔널 서비스는 시청과 밀접한 관계를 가진 업체였고, 새로운 수원지 프로젝트에서 중요 역할을 맡았다. 프로젝트는 2002년경 시작되었다. 행정연구 결과 휴런 호를 수원지로 삼는 것이 장기적으로 실행 가능한 선택지였고, 또한 보다 신뢰성 높고, 같은 양이면 현재 이용중인 디트로이트 물보다 비용도 싸다는 결론이 내려진다. 2012년, 로위 사는 휴런 호에서 물을 끌어올 시설 설계를 위해 고용된다.
2010년, 제니시 군(플린트 시의 상위 지자체)이 카레그넌디 수자원공사(KWA)의 설립에 총대를 메고 나섰다. KWA는 제니시 군을 비롯해 라피어 군, 새닐락 군에 물을 공급하게 될 예정이었다. 2013년 3월 25일, 플린트 시의회는 플린트 강의 물을 영구 수원지로 쓰지 말고 KWA에서 일당 1,600만 갤런의 물을 사오자는 안을 7대 1로 통과시켰다. 플린트 비상관리자(ED) 에드 쿠르츠(Ed Kurtz)와 플린트 시장 데인 월링은 3월 29일 이를 허가했고, 주 재무부의 허가가 남았다.
4월 1일, DWSD는 미시간 주측에 플린트 시의 요청을 거부할 것을 요구하기 시작했다. DWSD는 플린트 시측에도 처리되지 않은 물을 사간다거나 따위의 몇 가지 대안을 제시했다. 제니시 군 배수위원 라이트(Wright)는 한 지자체가 다른 지자체와 합의를 하고자 하는 일에 압력을 넣으라고 주정부를 동원하는 일은 사상 초유의 일이라며 디트로이트 측을 비판했다.
디트로이트의 반대에도 불구하고 4월 15일, 주 재무장관 앤디 딜런은 쿠르츠에게 KWA와의 물 구입 계약을 허가한다. EM 쿠르츠는 4월 16일 KWA와의 계약서에 서명했다. 4월 17일, 디트로이트 상하수도국(DWSD)은 플린트 시가 DWSD의 마지막 제안을 거부한 바로 며칠 뒤에 1년 뒤 물 공급을 끊겠다는 통보를 해왔다. DWSD는 플린트 시가 지역민들에게 혜택을 준 과거의 수도시설 투자에 대해 지불할 것이라고 생각했으나 플린트 시와 제니시 군은 그런 책임 따위 없다고 거부했다. 다만 그들은 일부 수도관을 구매할 의사는 밝혔다. 미시간 주지사 릭 스나이더는 4월 19일 KWA 프로젝트와 관련된 삼자회담을 가졌다.
디트로이트에서 물을 끊겠다고 통보한 2014년 4월 말이 되자 KWA 수도관이 완공될 때까지 2년 동안 다른 수원지가 필요해졌다. 플린트 시는 5백만 달러 이하의 비용을 절감하기 위해, DWSD와 2년간 재계약하는 대신 수원지를 플린트 강으로 바꾸었다. 플린트 강은 오랫동안 후비급수원으로 지정되어 있었다. 2014년 12월, 플린트 시청은 자체 취수장에 4백만 달러를 투자했다.

### 2015년 수원지 재변경
2015년 3월, 플린트 시의회는 다시 디트로이트 상하수도국에서 물을 사오는 데 “필요한 모든 일을 다할”것이라는 결의안을 통과시켰다. 불평이 뒤따랐고, 베올리아 북미지사는 플린트가 식수안전법을 위반했다고 신고했다. 플린트 시 재정을 관리하는 비상관리자 제리 앰브로스(Jerry Ambrose)는 수원지를 디트로이트로 다시 바꾸자는 생각을 거부했다. 앰브로스는 “현재 플린트의 수질은 환경보호국 및 미시간주 환경보고부의 기준을 모두 만족하고 있으며, 시는 그 수질을 더욱 개선하기 위해 나날이 일하고 있다”는 성명을 발표했다.
2015년 8월, 3개 기관이 플린트 수돗물의 납 농도를 비롯한 다른 문제들을 언급하면서, 26,000명 이상의 온라인 청원 서명자가 플린트 시장 데인 월링에게 플린트 강 물 사용을 중단하고 디트로이트 물을 다시 사오라고 요구했다.
이후 플린트 강물의 산성도와 염분이 높은 것이 문제의 원인임이 밝혀진다. 산과 염분이 납 수도관의 안쪽 벽을 코팅하고 있던 산화물 인산염 층을 부식시켜서 납이 드러나게 된 것이다. 2015년 10월, 수원지가 다시 디트로이트로 바뀌었다. 플린트는 디트로이트 물을 사오면서 그간 플린트 강물 때문에 부식된 인산염 코팅을 다시 입히기 위해 물에 오르토인산염을 첨가하기 시작했다.
플린트가 휴런 호 물(새로 만들어진 오대호 수자원공사)로 돌아가는 비용으로 1,200만 달러가 든다. 10월 8일, 주지사 스나이더는 미시간 주의회에 그 중 600만 달러를 요청하고, 플린트 시가 200만 달러, 플린트를 기반으로 하는 찰스 스튜어트 모트 재단이 400만 달러를 지불하게 되었다. 미시간 지역구 상원의원 짐 아나니치는 플린트 시를 대변하여 시측에 2백만 달러를 돌려주고, 더 많은 긴급 기금을 조성하며 납 누출 효과를 해결하기 위한 장기 기금을 조성할 것을 약속하라고 주정부에 요구했다.

### 미래
플린트는 휴런 호에서 플린트까지의 수도관이 완공되는 2016년 6월 이후 카레그넌디 수자원공사(KWA)에 다시 가입할 계획이다.

## 납 누출이 밝혀지다
2015년 1월, 공청회가 개최되었고 시민들은 수질이 나쁨을 불평하였다. 주민들이 물의 맛과 냄새, 색깔이 이상하다고 18개월 동안 불만을 표시하던 와중, 플린트의 한 내과의사가 플린트의 아동들의 혈중 납 농도가 높은 것을 발견했다. 그러나 미시간주 환경보고부는 물을 마셔도 안전하다는 주장을 고집했다. 이후 염화물 농도가 높은 강물이 호수 물에 비해 부식성이 심했고, 이에 따라 노후화된 수도관에서 납을 침출시켰음이 밝혀졌다.
플린트 수질에 대한 지역사회의 아우성이 커지고 있던 2015년 초, 플린트 시청 수도관리 공무원들은 주정부 담당자들과 함께 “플린트 취수장에서 행해진 시험 결과 납이 검출되지 않고 가정에서의 시험에서는 허용 범위 수준의 납이 발견되었다”는 내용의 문건을 작성했다. 문건은 시청이 납중독 위험이 가장 높은, 납 수도관을 사용하는 가정들에서 채취한 물로 시험을 했다고 밝히고 있으나 이는 거짓이었다. 실제로는 시청은 납 수도관이 깔린 위치조차 모르고 있었다. Journal/MLive은 플린트 시청이 ”시험 샘플을 채취할 납 수도관 가정을 선택할 때 필요한 연방 규칙을 무시했으며, 이는 시청 및 주정부가 수 개월 동안 플린트의 수돗물에 침출되는 납의 규모를 과소평가하게 만들었을 가능성이 있음”을 보도했다.

## 긴급사태 추이

### 지역사회
2015년 12월 15일, 플린트 시장 위버는 플린트의 수질 문제가 도시 전체의 공공보건에 대한 긴급사태이며 주정부 및 연방정부의 도움을 필요로 한다고 선언했다. 또한 위버는 혈중 납 고농도의 영향으로 발생할 행동장애, 인지장애를 위한 특수교육, 정신건강, 소년법원, 사회복지 관련 예산이 추가적으로 필요하다고 밝혔다. 곧이어 플린트 시의 상위 지자체인 제니시 군 행정위원회도 군 전체의 비상사태를 선언했다.
1월 7일, 제니시 군 보안관 로버트 피켈(Robert Pickell)은 사회복지명령 처분을 받은 범죄자들을 시켜 생수 및 필터, 카트리지 배달을 시작했다. 납이 침출된 것이 거의 확실한 1901년에서 1920년 사이에 지어진 집에 사는 주민들이 주요 대상이었다. 그 다음 주, 피켈은 보안관 사무실 직원들에게 각 가정에 전화를 걸어 도움을 받으려면 어떻게 해야 하는지 알려주도록 명령했다.
1월 12일, 미시간 주경찰국과 제니시 군 보안관 사무소의 경관들이 생수, 필터, 납 검사용 키트, 카트리지를 필요로 하는 가정들에 배달했다. 미국 적십자도 주민들에게 생수와 필터를 지원했다.

### 미시간주
2016년 1월 5일, 미시간 주지사 리처드 스나이더는 제니시 군이 주 비상사태에 놓여 있음을 선언하고, 사태에 대해 사과했다.
1월 6일, 스나이더는 미시간 비상방재센터에 공공봉사와 주민들의 현장 질문에 협조하기 위한 합동정보센터를 개설할 것을 명령했다. 비상방재센터는 플린트 시에 거주하는 6세 이하의 모든 아동은 가능한 한 혈중 납 농도 검사를 받아야 한다고 권고했다. 주정부는 플린트 곳곳의 공공기관 건물들에 생수, 필터, 카트리지, 납 검사 키트를 비치하여 주민들이 가져갈 수 있게 했다. 또한 추가적인 도움이 필요하다면 유나이티드 웨이에 연락하라고 조언했다.
1월 11일, 스나이더는 “플린트 수질 상황과 영향을 받은 주민들에 대한 진행성 공공보건의 장기적 해결책을 위한” 위원회를 만들자는 행정명령에 서명했다.
1월 13일, 스나이더는 미시간 육군주병을 동원해 익일부터 적십자를 돕도록 하고, 병사 30 명이 1월 15일 플린트로 파견되기로 하였다. 1월 18일 미시간 주방위군은 플린트에 배치된 병사 수를 두 배로 늘렸다. 1월 19일, 스나이더는 다음날 더 많은 병사들을 플린트에 보내도록 명령하여 총 200명이 배치되었다.

## 기반시설 보수 및 의료지원 비용
2016년 1월 7일, 플린트 시장 카렌 위버는 플린트의 노후화된 수도관 등 수도시설을 개선하는 데 들 비용이 수백만에서 15억 달러에 이를 것이라는 추정치를 발표했다. 이 비용은 시설 보수 비용만 따진 것으로, 사건으로 인해 발생한 의료 문제 비용은 제외한 것이다. 환경보고부 임시 지휘자 케이스 크레그(Keith Creagh)는 벌써 비용을 추산하기는 이르다고 말했다. 그러나 2016년 1월 공개된 주지사가 2015년 9월에 쓴 이메일을 보면 주정부는 이미 예상 비용이 6,000만 달러, 시간은 15년 정도 들 것이라고 추산하고 있었음이 밝혀졌다.
1월 18일, 유나이티드 웨이 제니시 군 지부는 6,000 ~ 12,000 명의 아동이 납에 노출되어 납중독이 걸렸다고 추산하며, 이들의 치료를 위한 10 ~ 15년 동안 1억 달러를 모금하는 운동을 개시했다. 1월 27일, 모나 한나애티샤 박사(Dr. Mona Hanna-Attisha)가 납에 중독된 플린트 아동들의 치료를 위한 80,000달러를 모금하는 행사를 시작했다. 디트로이트의 메리디안 의료보험도 40,000달러를 기부하기로 약속했다.
1월 19일 주지사 연두교서에서 스나이더는 재차 사과하고, 미시간 주의회에 플린트에 필터, 카트리지, 생수 등 소모품과 간호사를 비롯한 전문가를 더 투입하기 위한 2,800만 달러를 더 지원해 줄 것을 요청했다. 미시간 세출위원회는 다음날 법안을 통과시켰고 상원이 1월 28일 승인했다. Snyder signed it the next day.
1월 21일, 대통령 오바마가 미시간주에 8천만 달러를 융자했으나, 플린트 시측에 얼마나 돌아갈 지는 미지수이다.

## 같이 보기
- 인천 붉은 수돗물 사건